# Скруда (Ґарволінський повіт)
Скруда (пол. Skruda) — село в Польщі, у гміні Троянув Ґарволінського повіту Мазовецького воєводства.
Населення — 86 осіб (2011).
У 1975-1998 роках село належало до Седлецького воєводства.

## Демографія
Демографічна структура станом на 31 березня 2011 року:
|          | Загалом | Допрацездатний вік | Працездатний вік | Постпрацездатний вік |
| -------- | ------- | ------------------ | ---------------- | -------------------- |
| Чоловіки | 43      | 15                 | 23               | 5                    |
| Жінки    | 43      | 5                  | 24               | 14                   |
| Разом    | 86      | 20                 | 47               | 19                   |